# Cuthona phoenix
Cuthona phoenix är en snäckart som beskrevs av Terrence M. Gosliner 1981. Cuthona phoenix ingår i släktet Cuthona och familjen Tergipedidae. Inga underarter finns listade i Catalogue of Life.